# James Kilton Clapp
James Kilton Clapp (Denver, Colorado, 30 de diciembre de 1897 - ) fue un ingeniero electrónico estadounidense que trabajó para General Radio Corporation. Nació en Denver, Colorado y se graduó en el Instituto Tecnológico de Massachusetts en , obteniendo allí el título de Máster en . Fue profesor en el MIT antes de ingresar en General Radio Corporation en , donde trabajó hasta su jubilación en . Se convirtió en miembro de la IRE en  y en  fue nombrado "Fellow". 
Muchos inventos de Clapp se convirtieron en la base de los productos de General Radio. El nombre de Clapp es bien conocido en el campo de la electrónica por su descripción en  de una forma mejorada del oscilador Colpitts conocida como el oscilador Clapp.